# ロンシール工業
ロンシール工業株式会社（ロンシールこうぎょう、英文名称: Lonseal Corporation.）は、軟質塩化ビニール製品などを生産する化学メーカー。社名は同社の塩ビレザーシートの商品名から採られている。

## 主な製品
- 内装材
  - 床材（商品名:ロンリウムなど）
  - 壁紙（商品名:ロンシール）
  - 車両用床材・カーテン
- 建築用防水材料
- フィルム
- 接着剤（商品名:ロンセメントなど）

## 沿革
- 1928年 - 川口鷲太郎により、東京都葛飾区にて川口ゴム製作所創立　医療・工業用ゴム製品、輸出用玩具を製造
- 1943年 - 川口ゴム工業株式会社設立
- 1947年 - 日本で初めて塩化ビニール製品の製造を行う
- 1950年 - ゴム加工から撤退し塩化ビニール専業となる[1]
- 1958年 - 日本初のビニール製壁紙「ロンカラースーパー」を発売[1]
- 1960年 - 埼玉県に蒲生工場新設
- 1961年 - 食品包装用ビニールシートに進出[1]
- 1962年 - 東京証券取引所第2部上場
- 1968年 - 茨城県に土浦工場新設（現・土浦事業所）
- 1970年 - 大阪証券取引所第2部上場（2003年6月上場廃止）
- 1972年 - ロンシール工業株式会社に社名変更
- 1980年 - 岡山県に岡山工場新設
- 1984年 - 蒲生工場を土浦工場に集約
- 1985年 - 本社を東京都千代田区に移転
- 1990年 - 本社を東京都墨田区に移転
- 1995年 - 岡山工場を土浦工場に集約、生産を土浦に一本化
- 1996年 - ISO9001の認証をわが国の塩化ビニル加工業界で初めて一括取得
- 2007年 - ISO14001の認証取得（土浦事業所）
- 2025年 - 本社を東京都港区に移転

## その他
創業者の川口鷲太郎はトキツカゼ、オートキツの馬主でもあった。